# Ćićina
Ćićina (Servisch: Ћићина) is een plaats in de Servische gemeente Aleksinac. De plaats telt 238 inwoners (2002).